# Reitoca (ort)
Reitoca är en ort i Honduras.   Den ligger i departementet Departamento de Francisco Morazán, i den sydvästra delen av landet, 40 km sydväst om huvudstaden Tegucigalpa. Reitoca ligger 304 meter över havet och antalet invånare är 1 094.
Terrängen runt Reitoca är huvudsakligen kuperad. Reitoca ligger nere i en dal. Runt Reitoca är det ganska tätbefolkat, med 54 invånare per kvadratkilometer. Närmaste större samhälle är El Porvenir, 14,7 km sydost om Reitoca. 